# Tom Boardman (företagsledare)
Thomas Andrew "Tom" Boardman, född i december 1949, är en sydafrikansk företagsledare som är styrelseordförande för det svenska investmentbolaget Investment AB Kinnevik sedan 23 maj 2016, när han efterträdde storägaren Cristina Stenbeck på positionen. Han har varit ledamot i Kinneviks koncernstyrelse sedan april 2011.
Boardman har haft chefsansvar inom bland annat gruvnäring, bankväsen och detaljhandel i Sydafrika.
Han avlade en kandidatexamen i redovisning och en filosofie kandidat i handel vid University of the Witwatersrand.